# Jayne V. Armstrong
Jayne V. Armstrong (fl. 1996) es una botánica inglesa, quien desafió la taxonomía de dos especies de olmos británicos propuestos por su colega de Cambridge ex alumno Richard Hook Richens en 1984. Armstrong en su disertación de la tesis de Ph.D propuso una clasificación que presenta 40 especies, subespecies y microespecies. Una introducción a su trabajo fue más tarde publicado en el Bot. J. Linnean Soc. como parte de una serie que no continuó.

## Obra

### Algunas publicaciones
- Armstrong, J. V. & Sell, P. D. (1996). Una revisión de los olmos británicos (Ulmus L., Ulmaceae): fondo histórico. Bot. J. Linn. Soc. 120: 39-50.

- Armstrong, J, Gibbs, J, Webber, J, y Brasier, C. 1997. Taller de olmo Proceedings. Elm Newsletter N.º 1 de abril de 1997. The Conservation Foundation.